# Filmographie d'Eddy Mitchell
Pour des articles plus généraux, voir Eddy Mitchell et Les Chaussettes noires.
Cet article recense la filmographie d'Eddy Mitchell.

## Filmographie

### Cinéma
- 1962 : Les Parisiennes, de Jacques Poitrenaud, dans le sketch Ella
- 1962 : Une grosse tête, de Claude de Givray
- 1963 : Comment réussir en amour, de Michel Boisrond : le chanteur
- 1963 : Juke-Box 65 (en) (Just for Fun), de Gordon Flemyng
- 1963 : Cherchez l'idole, de Michel Boisrond
- 1980 : Girls de Just Jaeckin : lui-même
- 1980 : Je vais craquer de François Leterrier : lui-même
- 1981 : Coup de torchon, de Bertrand Tavernier : Nono
- 1983 : Attention, une femme peut en cacher une autre !, de Georges Lautner : Vincent
- 1983 : À mort l'arbitre, de Jean-Pierre Mocky : Maurice Bruno, l'arbitre
- 1984 : Ronde de nuit, de Jean-Claude Missiaen : inspecteur Léo Gorce
- 1984 : Frankenstein 90, d'Alain Jessua : Frank
- 1986 : La Galette du roi, de Jean-Michel Ribes : Jo Longo, un chauffeur mafioso
- 1986 : I Love You, de Marco Ferreri : Yves
- 1986 : Autour de minuit, de Bertrand Tavernier : l'ivrogne du bar "Blue Note"
- 1989 : Un père et passe, de Sébastien Grall : Nikos
- 1990 : Promotion canapé, de Didier Kaminka : le délégué de la GGT
- 1991 : Jusqu'au bout du monde (Bis ans Ende der Welt), de Wim Wenders : Raymond Monnet
- 1991 : La Totale !, de Claude Zidi : Albert Grelleau
- 1992 : Ville à vendre, de Jean-Pierre Mocky : Patrick Chardon, le médecin légiste
- 1994 : La Cité de la peur, alias Le Film de Les Nuls, d'Alain Berberian : le projectionniste n° 4
- 1995 : Le bonheur est dans le pré, d'Étienne Chatiliez : Gérard Tilier dit « Gégé »
- 1998 : Cuisine américaine, de Jean-Yves Pitoun : Louis Boyer
- 2000 : Kitchendales de Chantal Lauby : le barman des bains
- 2001 : Tanguy, d'Étienne Chatiliez : un ami au restaurant
- 2003 : Lovely Rita, sainte patronne des cas désespérés, de Stéphane Clavier : Thierry Ferrand
- 2003 : Les Clefs de bagnole, de Laurent Baffie : un comédien qui refuse de tourner avec Laurent
- 2006 : Un printemps à Paris, de Jacques Bral : Georges
- 2007 : Big City, de Djamel Bensalah : le vieux Tyler
- 2009 : Bambou, de Didier Bourdon : Dr Marc Pages
- 2011 : Au bistro du coin, de Charles Nemes : Victor
- 2012 : L'Oncle Charles d'Étienne Chatiliez : Charles
- 2012 : Populaire de Régis Roinsard : Georges Echard
- 2013 : Les Petits Princes de Vianney Lebasque : le coach
- 2013 : Grand Départ de Nicolas Mercier : Georges
- 2013 : Salaud, on t'aime de Claude Lelouch : Frédéric Selman
- 2018 : Les Vieux Fourneaux de Christophe Duthuron : Émile
- 2019 : Les Silences de Johnny documentaire de Pierre-William Glenn
- 2022 : Murder Party de Nicolas Pleskof : César Daguerre
- 2022 : Les Vieux Fourneaux 2 : Bons pour l'asile de Christophe Duthuron : Émile
- 2022 : Un petit miracle de Sophie Boudre : Édouard
- 2023 : Wahou ! de Bruno Podalydès

### Télévision
- 1967 : Anna de Pierre Koralnik (téléfilm)
- 1970 : Nanou de Georges Régnier (série télévisée)
- 1980 : Émilie Jolie, de Jean-Christophe Averty (téléfilm) : le loup
- 1980 : Ça va plaire, de Jean-Pierre Cassel et Bernard Lion (téléfilm)
- 1981 : Gaston Lapouge de Franck Apprederis (téléfilm) : Charlie
- 1981    Le petit Mitchell illustré (émission décembre 1981)
- 2005 : La Tête haute de Gérard Jourd'hui (téléfilm) : Pierre Cardinaud
- 2007 : Chez Maupassant de Laurent Heynemann (série télévisée) : Cachelin
- 2009 : Contes et nouvelles du XIXe siècle de Philippe Monnier (série télévisée) : Champbourcy
- 2011 : Le Grand Restaurant II de Gérard Pullicino (téléfilm) : L'ami de la cliente qui ne veut pas vieillir
- 2013 : La Grande Peinture de Laurent Heynemann (téléfilm) : le banquier
- 2015 : Scènes de ménages, prime-time Enfin, ils sortent (série télévisée) : un ami de Raymond et Huguette
- 2020 : L'Agent immobilier (mini-série d'Arte) d'Etgar Keret et Shira Geffen : Rémi Tronier
- 2024 : Un père idéal d'Hélène Fillières (téléfilm) : Jeff

### Doublage
- 1992 : Rock-o-rico (dessin animé) : Chantecler
- 2005 : Pollux : Le Manège enchanté (animation) de Jean Duval, Dave Borthwick, Frank Passingham : Flappy, le lapin
- 2016 : Le Livre de la jungle de Jon Favreau : Roi Louie